# Loki (Fernsehserie)
Loki ist eine US-amerikanische Fernsehserie über die titelgebende Hauptfigur Loki innerhalb des Marvel Cinematic Universe. Die Veröffentlichung der ersten Staffel erfolgte vom 9. Juni bis zum 14. Juli 2021 auf Disney+. Die zweite Staffel startete am 5. Oktober 2023.

## Besetzung und Synchronisation
Die deutschsprachige Synchronisation entsteht nach Dialogbüchern von Nathan Bechhofer und unter der Dialogregie von Björn Schalla sowie Patrick Roche (Staffel 1) und Tarek Helmy (Staffel 2) im Auftrag von Interopa Film.
| Rolle                                | Schauspieler          | Hauptrolle (Episoden)                 | Nebenrolle (Episoden) | Synchronsprecher                                     |
| ------------------------------------ | --------------------- | ------------------------------------- | --------------------- | ---------------------------------------------------- |
| Loki Laufeyson / Variante L1130      | Tom Hiddleston        | 1.01–2.06                             |                       | Peter Lontzek                                        |
| Mobius M. Mobius                     | Owen Wilson           | 1.01–1.02, 1.04–2.06                  |                       | Philipp Moog                                         |
| Ravonna Renslayer                    | Gugu Mbatha-Raw       | 1.01–1.06, 2.03–2.04, 2.06            |                       | Katharina Schwarzmaier                               |
| Hunter B-15                          | Wunmi Mosaku          | 1.01–1.02, 1.04–2.06                  |                       | Anja Stadlober                                       |
| Miss Minutes                         | Tara Strong (Stimme)  | 1.01–1.02, 1.05–1.06, 2.03–2.04, 2.06 |                       | Lina Rabea Mohr                                      |
| Casey / Hunter K-5E                  | Eugene Cordero        | 1.01–1.02, 1.06–2.06                  |                       | Dirk Petrick                                         |
| Sylvie Laufeydottir / Variante L0852 | Sophia Di Martino     | 1.02–2.06                             |                       | Sonja Spuhl                                          |
| Sylvie Laufeydottir / Variante L0852 | Cailey Fleming (jung) |                                       | 1.04                  | Noa Sarah Hadad                                      |
| Hunter C-20                          | Sasha Lane            | 1.02–1.04                             |                       | Victoria Frenz                                       |
| Klassischer Loki                     | Richard E. Grant      | 1.05                                  | 1.04                  | Hans Bayer                                           |
| Junger Loki                          | Jack Veal             | 1.05                                  | 1.04                  | Matti Östen Solvik                                   |
| Prahlerischer Loki                   | Deobia Oparei         | 1.05                                  | 1.04                  | Daniel Welbat                                        |
| Jener, der bleibt                    | Jonathan Majors       | 1.06, 2.03–2.04, 2.06                 | 1.04                  | Tyron Ricketts (Staffel 1) Daniel Welbat (Staffel 2) |
| Victor Timely                        | Jonathan Majors       | 2.03–2.04, 2.06                       |                       | Tyron Ricketts (Staffel 1) Daniel Welbat (Staffel 2) |
| Hunter D-90                          | Neil Ellice           | 2.01–2.02, 2.04, 2.06                 | 1.02, 1.04–1.06       | Stefan Bräuler (1.02, ab 2.01)                       |
| Ouroboros „O. B.“                    | Ke Huy Quan           | 2.01–2.06                             |                       | Jan Makino                                           |
| Hunter X-5 / Brad Wolfe              | Rafael Casal          | 2.01–2.02, 2.04, 2.06                 |                       | Arne Stephan                                         |
| General Dox                          | Kate Dickie           | 2.01–2.02, 2.04                       |                       | Harriet Kracht                                       |
| Richterin Gamble                     | Liz Carr              | 2.01, 2.04, 2.06                      |                       | Denise Gorzelanny                                    |
| Robber Baron                         | Richard Dixon         | 2.03                                  |                       | Jörg Hengstler                                       |
| Protokollführer                      | Jon Levine            |                                       | 1.01, 1.04            | Jens-Uwe Bogadtke                                    |
| Roboter-Scanner                      | Aaron Beelner         |                                       | 1.01, 1.04            | Bernhard Völger                                      |
| Hunter U-92                          | Derek Russo           |                                       | 1.01                  | François Smesny                                      |
| Flugbegleiterin                      | Erika Coleman         |                                       | 1.01                  | Tina Haseney                                         |
| Martin                               | Josh Fadem            |                                       | 1.01                  | Fabian Hollwitz                                      |
| Randy                                | Austin Freeman        |                                       | 1.02                  | Jeremias Koschorz                                    |
| Siedlerin auf Lamentis               | Susan Gallagher       |                                       | 1.03                  | Marion Musiol                                        |
| Patrice                              | Alex Van              |                                       | 1.03                  | Michael Tietz                                        |
| Lady Sif                             | Jaimie Alexander      |                                       | 1.04                  | Ranja Bonalana                                       |

## Episodenliste

### Staffel 1
| Nr. (ges.) | Nr. (St.) | Deutscher Titel       | Originaltitel         | Erstveröffentlichung | Regie       | Drehbuch                      |
| --- | --------- | --------------------- | --------------------- | -------------------- | ----------- | ----------------------------- |
| 1 | 1         | Glorreiches Ansinnen  | Glorious Purpose      | 9. Juni 2021         | Kate Herron | Michael Waldron               |
| Nachdem Loki während der Zeitreise der Avengers mithilfe des Tesserakts entkommen konnte, landet er in der Wüste Gobi, wo er kurz darauf von Hunter B-15 und Minutemen der Zeithüter-Organisation „Time Variance Authority“ – kurz TVA – festgenommen wird. Wie diese ihm in ihrem Hauptquartier erklären, verstieß er durch seine Flucht gegen den korrekten Fluss des „Wahren Zeitstrahls“, wodurch er zur zu eliminierenden „Variante“ wurde. Vor Gericht möchte ihn die Richterin Ravonna Renslayer schon für schuldig befinden und „zurücksetzen“ lassen, doch der Analyst Mobius M. Mobius interveniert, da er den Nutzen von Loki erkennt. Mobius war zuvor im Jahr 1549 in Frankreich einer Variante auf der Spur, die zahlreiche TVA-Hunter und Minutemen tötete, deren Zurücksetzungsladung stahl und von den Einheimischen mit dem Teufel verglichen wurde. Mobius versucht daraufhin Loki in einem Büro die Bedeutung und Verantwortung der TVA näherzubringen, und zeigt ihm dafür Ausschnitte aus Lokis vergangenem und alternativem zukünftigen Leben. Der Gott des Schabernacks hält alles jedoch nur für eine Illusion, als er schließlich mit dem zukünftigen Tod seiner Ziehmutter Frigga konfrontiert wird. Nach einem Fluchtversuch, der scheitert, da innerhalb der TVA weder Magie noch die Infinity-Steine funktionieren, sieht er auch seinen eigenen Tod und gibt sich im Anschluss gegenüber Mobius als nicht von Grund auf böse zu erkennen. Mobius bietet ihm daraufhin einen Job an: Loki soll seine eigene böse Variante durch die Zeit jagen. |           |                       |                       |                      |             |                               |
| 2 | 2         | Die Variante          | The Variant           | 16. Juni 2021        | Kate Herron | Elissa Karasik                |
| Als die von der TVA gesuchte Variante von Loki 1985 auf einem Mittelaltermarkt in Wisconsin den TVA-Hunter C-20 entführt, werden Mobius und Loki zusammen mit weiteren Einsatzkräften zum Tatort geschickt. Da beide keine weiteren Spuren finden können, beauftragt Mobius Loki, die TVA-Akten zu durchstöbern und so einen möglichen Aufenthaltsort der Variante herauszufinden. Bei einem Bericht über Asgards Zerstörung (Ragnarök) erkennt er, dass bei Apokalypsen kleinere temporale Abweichungen vom Wahren Zeitstrahl keine für die TVA messbaren Auswirkungen haben, da die finale Tragödie unumstößlich ist, und diese Zeitfenster daher als ideale Verstecke für die flüchtige Variante dienen könnten. Loki trägt Mobius seine Theorie daraufhin vor und beide überprüfen die These bei der Verschüttung von Pompeji durch den Ausbruch des Vesuv im Jahr 79. Als sich Lokis Entdeckung als wahr herausstellt, findet er durch weitere Indizien den Aufenthaltsort der Variante bei einer Apokalypse im Jahr 2050 heraus. Vor Ort kann die Variante, die sich als weiblich herausstellt, den für Loki als Aufpasser zugeteilten Hunter B-15 überwältigen und so ungestört mit dem Gott des Schabernacks reden. Loki offenbart seinen Plan, die TVA hintergehen und übernehmen zu wollen, und möchte dafür die Variante als seinen Helfer haben. Diese zeigt jedoch nur wenig Interesse an seinem Vorschlag und schickt stattdessen die zuvor entwendeten Zurücksetzungsladungen durch Zeittüren an verschiedene Stellen des wahren Zeitstrahls, wodurch dieser gesprengt wird. In der TVA werden die zahlreichen Abweichungen gemessen, weshalb Renslayer sich bewaffnet auf den Weg macht. Als die Variante durch eine weitere Zeittür verschwindet, folgt Loki ihr. Zeitgleich konnte Mobius den entführten Hunter C-20 auffinden, der gesteht, dass er der Variante den Aufenthaltsort der drei Zeithüter verraten hat. |           |                       |                       |                      |             |                               |
| 3 | 3         | Lamentis              | Lamentis              | 23. Juni 2021        | Kate Herron | Bisha K. Ali                  |
| Die Variante hat den entführten Hunter C-20 mental über die TVA und die Zeithüter ausfragen können und macht sich auf den Weg zu den goldenen Aufzügen in der TVA, da diese mit der Sprengung des Zeitstrahls beschäftigt ist. Dort trifft auch kurze Zeit später Loki ein, wo es zu einem Kampf der beiden kommt. Als Richterin Renslayer hineinplatzt, nutzt Loki das TemPad, um sich und die Variante wegzuteleportieren. Sie landen in der Apokalypse des Mondes Lamentis 1 im Jahr 2077, der mit einem Planeten kollidieren wird. Weil das TemPad keine Energie mehr hat, müssen sie eine große Energiequelle finden und dafür zusammenarbeiten. Allerdings schlagen alle Versuche von Lamentis zu fliehen fehl – unter anderem Lokis Verwandlung in den toten Ehemann einer Fremden, damit sie ihm hilft –, wodurch sie dort unvermeidlich festsitzen. Bei der langen Reise stellt sich Lokis Variante als Sylvie vor und erzählt, dass die TVA-Arbeiter wie C-20 umfunktionierte Varianten sind und nicht, wie von der TVA behauptet, von den Zeithütern erschaffen wurden. |           |                       |                       |                      |             |                               |
| 4 | 4         | Der Nexus-Vorfall     | The Nexus Event       | 30. Juni 2021        | Kate Herron | Eric Martin                   |
| In einer Rückblende wird die junge Sylvie von Renslayer – damals noch als Hunter tätig – aus Asgard geholt und zur TVA gebracht, wo sie die gleiche Prozedur wie Loki durchläuft, aber schlussendlich Renslayers TemPad stehlen und fliehen kann. In der Gegenwart sitzen Loki und Sylvie noch immer auf Lamentis fest, werden jedoch nach Entstehen eines neuen Zeitstrahls von der TVA wiedergefunden und festgenommen. Mobius erfährt durch Loki einen allmählichen Sinneswandel und stellt Nachforschungen an, wird jedoch wenig später auf Befehl von Richterin Renslayer vor Lokis Augen „gestutzt“. Nachdem beide Varianten zu den Zeithütern gebracht werden, die sich als Androiden herausstellen, wird auch Loki von Renslayer gestutzt. Die Richterin wird kurz danach von Sylvie überwältigt, die von ihr Antworten verlangt. In einer Post-Credit-Szene kommt Loki an einem fremden Ort zu sich, wo er auf mehrere Varianten von sich selbst trifft und angesprochen wird. |           |                       |                       |                      |             |                               |
| 5 | 5         | Reise ins Unbekannte  | Journey Into Mystery  | 7. Juli 2021         | Kate Herron | Tom Kauffman                  |
| Loki erwacht in der Leere am Ende der Zeit, wo alle gestutzten Varianten und zurückgesetzten Objekte landen, um von einem riesigen Wesen namens Alioth verschlungen zu werden. Loki wird von vier sehr unterschiedlichen Varianten seiner selbst aufgegriffen und in ein Versteck gebracht. Währenddessen erfährt Sylvie von Renslayer ebenfalls von der Leere am Ende der Zeit, und dass sich dort mutmaßlich die Personen, die die TVA zu verantworten haben, verstecken, und dass dort womöglich auch Loki noch am Leben ist. Daraufhin stutzt sich Sylvie selbst. Auf der Flucht vor Alioth kann sie kurz mentalen Kontakt mit dem Wesen aufnehmen und sieht einen geheimen Ort. Danach begegnet sie Mobius, der ebenfalls noch am Leben ist, und beschließt, umzudrehen und es mit Alioth aufzunehmen. Auf dem Weg treffen sie auf Loki, der inzwischen zu einem ähnlichen Entschluss gekommen und zu Alioth aufgebrochen ist. Nachdem Mobius mit Hilfe des TemPads, das Sylvie Renslayer abgenommen hatte, zur TVA zurückkehrt, gelingt es Sylvie und Loki gemeinsam, das Wesen zu „verzaubern“, nachdem eine der Loki-Varianten ein Abbild von Asgard erschaffen hat, um es abzulenken. Das Paar macht sich Hand in Hand auf den Weg zu dem geheimen Ort. |           |                       |                       |                      |             |                               |
| 6 | 6         | Für alle Zeit. Immer. | For All Time. Always. | 14. Juli 2021        | Kate Herron | Michael Waldron & Eric Martin |
| Nachdem Loki und Sylvie die Zitadelle am Ende der Zeit erreichen, treffen sie drinnen auf Miss Minutes, die ihnen erklärt, dass jemand sie erwartet. Parallel stellt Mobius Renslayer erneut zur Rede, wobei jene allerdings mittels TemPad durch eine Zeittür verschwindet, um selbst Antworten zu finden. Loki und Sylvie treffen wiederum auf den mysteriösen Gründer der TVA und Hüter des Wahren Zeitstrahls – Jener, der bleibt. Jener stammt aus dem 31. Jahrhundert und hat mittels Wissenschaft andere Varianten von sich selbst getroffen, gründete jedoch die TVA, nachdem ein multiversaler Krieg zwischen den Varianten ausbrach. Schließlich stellt Jener die beiden Götter vor die Wahl: ihn entweder zu töten und die Konsequenzen zu tragen oder für ihn die TVA zu übernehmen. Nach einem kurzen Kampf zwischen den beiden Loki-Varianten wird Loki von Sylvie zur TVA teleportiert, die den TVA-Gründer tötet, weshalb unzählige neue Zeitstrahlen entstehen. Loki hingegen findet Mobius und Hunter B-15, die ihn jedoch nicht erkennen und für einen TVA-Analysten halten. Daraufhin stellt Loki fest, dass an der Stelle, wo sich bisher die Statuen der drei Zeithüter befanden, eine Statue von Jenem, der bleibt steht. |           |                       |                       |                      |             |                               |

### Staffel 2
| Nr. (ges.) | Nr. (St.) | Deutscher Titel      | Originaltitel    | Erstveröffentlichung USA | Deutschsprachige Erstveröffentlichung (D/A/CH) | Regie                          | Drehbuch                     |
| --- | --------- | -------------------- | ---------------- | ------------------------ | ---------------------------------------------- | ------------------------------ | ---------------------------- |
| 7 | 1         | Ouroboros            | Ouroboros        | 5. Okt. 2023             | 6. Okt. 2023                                   | Justin Benson & Aaron Moorhead | Eric Martin                  |
| Im Hauptquartier der Time Variance Authority (TVA) springt Loki unkontrollierbar durch die Zeit. In der Vergangenheit versucht die TVA, Loki zu fassen. In der Gegenwart trifft Loki wieder auf Mobius. Mobius warnt ihn vor der Bedrohung durch die vielen Varianten von Jenem, der bleibt, dem Schöpfer der TVA. Loki und Mobius treffen sich mit dem TVA-Techniker Ouroboros „O.B.“, der zu dem Schluss kommt, dass Loki sich in einer „Zeitzerrung“ befindet, ein Phänomen, das möglicherweise durch verzweigte Zeitlinien verursacht wird, die den Webstuhl der Zeit nach dem Tod von Jenem, der bleibt, gefährlich überlasten. Um Lokis Zeitzerrung zu stoppen, weist O.B. Mobius an, sich dem Temporalen Webstuhl mit dem „Temporalen Aura Extraktor“ zu nähern, um Loki aus dem Zeitstrom zu extrahieren, während Loki sich selbst „stutzen“ soll, in der Hoffnung, dass der Extraktor ihn in die Gegenwart zieht. Loki macht einen Zeitsprung in die Zukunft, wo die TVA evakuiert wird, als der Webstuhl der Zeit sich in einem kritischen Zustand befindet; er trifft kurz auf Sylvie, bevor er in letzter Sekunde von jemandem gestutzt wird. In der Gegenwart gelingt es Mobius in letzter Sekunde, Loki aus dem Zeitstrom zu ziehen, und die beiden machen sich auf die Suche nach Sylvie, während viele TVA-Jäger von General Dox beauftragt werden, Sylvie ebenso zu finden. In einer Mid-Credit-Sequenz betritt Sylvie derweil eine verzweigte Zeitlinie in Broxton, Oklahoma, im Jahr 1982, und besucht ein McDonald’s-Restaurant. |           |                      |                  |                          |                                                |                                |                              |
| 8 | 2         | Breaking Brad        | Breaking Brad    | 12. Okt. 2023            | 13. Okt. 2023                                  | Dan DeLeeuw                    | Eric Martin                  |
| Loki, Mobius und Hunter B-15 finden den Abtrünnigen Hunter X-5 1977 in London auf der „Heiligen Zeitlinie“, wo er als Filmschauspieler namens Brad Wolfe lebt. Im Verhör gibt er zu, Dox’ Mission aufgegeben zu haben und verrät Sylvies Aufenthaltsort. Inzwischen hat O.B. versucht, den Webstuhl der Zeit zu reparieren, um die verzweigten Zeitlinien sicher unterzubringen, stellt jedoch fest, dass er ohne die Hilfe von Miss Minutes (die seit dem Ende der ersten Staffel vermisst wird) oder der Aura von Jenem, der bleibt nicht darauf zugreifen kann. Loki, Mobius und Wolfe reisen nach Oklahoma und finden Sylvie als Angestellte bei McDonald’s. Loki erzählt ihr von ihrer Begegnung in der Zukunft der TVA und bittet sie um Hilfe, um herauszufinden, was passieren würde, aber Sylvie weigert sich, sich in die Organisation einzumischen. Nachdem Wolfe verkündet, dass die Gruppe in tödlicher Gefahr sei, verzaubert ihn Sylvie und zwingt ihn, Dox‘ Plan zu enthüllen, gleichzeitig die verzweigten Zeitlinien mit Zurücksetzungsladungen zu zerstören. Loki, Mobius und Sylvie nehmen Dox gefangen, aber ihr Plan ist weitgehend erfolgreich und einige ihrer Verbündeten entkommen. Während TVA-Rezeptionist Casey das TemPad der Schurkin Ravonna Renslayer auf einer der verbleibenden verzweigten Zeitleisten aufspürt, kehrt Sylvie, die sich weigert, sich weiter einzumischen, mit dem TemPad von Jenem, der bleibt in ihrem Besitz zu ihrem Job bei McDonald’s zurück. |           |                      |                  |                          |                                                |                                |                              |
| 9 | 3         | 1893                 | 1893             | 19. Okt. 2023            | 20. Okt. 2023                                  | Kasra Farahani                 | Eric Martin                  |
| Loki und Mobius wissen, dass Miss Minutes mit Renslayer zusammengearbeitet hat, also verfolgen sie ihr TemPad auf der Heiligen Zeitleiste, zunächst bis 1868, um dann 1893 auf der Weltausstellung in Chicago zu landen. Dort sehen sie Victor Timely, eine Variante von Jenem, der bleibt, der seinen Prototyp des Webstuhls der Zeit präsentiert. Es wird enthüllt, dass Jener, der bleibt vor seinem Tod Miss Minutes & Renslayer nach 1868 schickte, wo sie das TVA-Handbuch abgeben sollten, damit Timely es finden konnte. Timely wird dann von drei Gruppen verfolgt: Loki und Mobius, die seine Aura nutzen wollen, um den Webstuhl der Zeit zu reparieren; Renslayer und Miss Minutes, die wollen, dass Timely den Platz seiner Variante an seiner Seite einnimmt, und Sylvie, die ihn töten will, um seinen Aufstieg zur Macht zu verhindern. Nachdem Sylvie Timely in die Enge getrieben hat, erlaubt sie Loki, ihn zurück zum TVA zu bringen, und schickt dann Renslayer und Miss Minutes ans Ende der Zeit, wo sie die Leiche von Jenem, der bleibt, sehen. Miss Minutes enthüllt, dass sie ein Geheimnis über Renslayer kennt. |           |                      |                  |                          |                                                |                                |                              |
| 10 | 4         | Das Herz der TVA     | Heart of the TVA | 26. Okt. 2023            | 27. Okt. 2023                                  | Justin Benson & Aaron Moorhead | Eric Martin & Katharyn Blair |
| Miss Minutes enthüllt, dass Renslayer einst die Partnerin von Jenem, der bleibt und Befehlshaberin seiner Armee war, bevor Jener, der bleibt anordnete, ihre Erinnerungen zusammen mit denen aller anderen zu löschen. Als der Temporale Webstuhl katastrophal versagt, versuchen Loki und seine Verbündeten, Timely und O.B.s Durchsatzmultiplikator zu benutzen, um ihn zu reparieren, aber Renslayer, Miss Minutes und Wolfe versuchen, dies zu vereiteln, um die TVA für sich selbst zu nutzen, entführen Timely, stutzen D-90 und töten Dox und ihre Männer, als sie sich weigern, sich ihnen anzuschließen. Inmitten des Konflikts trifft Loki auf sein eigenes Ich, welches immer noch durch die Zeit springt und stutzt ihn. O.B. deaktiviert Miss Minutes und die Dämpfer, die Sylvie daran hindern, ihre Magie einzusetzen, was es Sylvie ermöglicht, Wolfe zu verzaubern, der Renslayer stutzt. Timely gelingt es, den Temporalen Webstuhl zu entriegeln, aber die temporale Strahlung löst ihn auf, bevor Timely den Durchsatzmultiplikator starten kann. Der Temporale Webstuhl explodiert, und alle werden von der Druckwelle erfasst, die sich in der TVA ausbreitet. |           |                      |                  |                          |                                                |                                |                              |
| 11 | 5         | Fakt und Fiktion     | Science/Fiction  | 2. Nov. 2023             | 3. Nov. 2023                                   | Justin Benson & Aaron Moorhead | Eric Martin                  |
| Nachdem er die Explosion überlebt hat, gerät Loki erneut in eine Zeitzerrung und entkommt nur knapp, als das TVA zerfällt. Lokis Zeitverlust führt ihn zu den verzweigten Zeitlinien, wo seine Freunde Mobius, Hunter B-15, Casey und O.B. in ihr ursprüngliches Leben als Don, Dr. Willis, Frank Morris und Dr. A.D. Doug zurückversetzt wurden. Da Loki nicht in der Lage ist, seine Zeitsprünge zu kontrollieren, schlägt Doug einen Plan vor, bei dem sie alle bei der Explosion Anwesenden zusammenbringen, um ihre kollektive zeitliche Aura zu nutzen, um die Koordinaten für den Moment vor der Explosion zu finden, zu dem Loki mithilfe einer Kopie des TVA-Handbuch, das Loki mitgenommen hat, zurückkehren muss. Während es Loki gelingt, alle anderen zu versammeln, ist Sylvie, die ihre Erinnerungen bewahrt hat, nicht daran interessiert, zu helfen und bringt Loki dazu, zuzugeben, dass seine wahre Motivation darin besteht, dass er seine Freunde zurückhaben möchte und Angst vor dem Alleinsein hat. Sylvie ändert jedoch ihre Meinung, als die Realität zusammenbricht und alles auseinanderfällt. Loki findet endlich heraus, dass der Schlüssel zur Kontrolle seiner Zeitzerrung darin besteht, sich auf eine Person und nicht auf ein Ereignis zu konzentrieren. Loki erklärt, dass er die Geschichte umschreiben kann und reist erfolgreich in die Zeit vor der Explosion zurück, indem er sich auf O.B. konzentriert. |           |                      |                  |                          |                                                |                                |                              |
| 12 | 6         | Glorreiches Ansinnen | Glorious Purpose | 9. Nov. 2023             | 10. Nov. 2023                                  | Justin Benson & Aaron Moorhead | Eric Martin                  |
| Loki versucht, die Zerstörung des Temporalen Webstuhls abzuwenden, doch jeder Versuch scheitert, egal wie weit er in die Vergangenheit zurück reist. Erst als Loki selbst die Einzelheiten hinter der Technologie des Durchsatzmultiplikators erfährt, gelingt es Timely. Allerdings schafft es der Webstuhl nicht, sich selbst zu stabilisieren, da die unendliche Anzahl an Zweigen dies mathematisch unmöglich macht. Als Loki erkennt, dass er in der Gegenwart nichts tun kann, um dies zu stoppen, läuft die Zeit für Loki auf den Moment zurück, in dem Sylvie Jenen, der bleibt, tötet. Eine Möglichkeit, die Zerstörung zu verhindern, besteht darin, Sylvie zu töten, die darauf besteht, sie durch etwas Besseres zu ersetzen. Loki schlägt vor, den Webstuhl zu zerstören, worauf Jener, der bleibt, antwortet, dass er den multiversalen Krieg neu starten könnte, indem er die Heilige Zeitlinie für seine Varianten angreifbar macht und dass jeder Versuch von Loki, sie aufzuhalten, scheitern wird. Nachdem Loki in verschiedenen vergangenen Momenten mit Mobius und Sylvie gesprochen hat, geht er zurück in die Zeit, bevor Timely den Webstuhl betritt, und sagt Sylvie und Mobius, dass er weiß, was für ein Gott er sein möchte. Er zerstört den Webstuhl und erkennt, dass er mit seiner Magie die toten Zeitzweige wiederbeleben kann. Loki legt seine TVA-Identität ab, ordnet die Zweige zu einem Baum um und nimmt seinen Platz am Ende der Zeit ein. Nachdem die TVA wieder normalisiert wurde, reaktiviert Ouroboros Miss Minutes, die nun wieder loyal gegenüber der TVA wird und ihrem neuen Zweck, Varianten von Jenem, der bleibt, aufzuspüren. Eine von jenen Varianten spürt sie in einem „angrenzenden Reich“ auf Erde-616 auf, als diese gerade gestoppt wird. Mobius verlässt die TVA, um in seine ursprüngliche Zeitlinie zurückzukehren. Unterdessen landet Renslayer in der Leere, wo sie auf Alioth trifft. |           |                      |                  |                          |                                                |                                |                              |

## Produktion

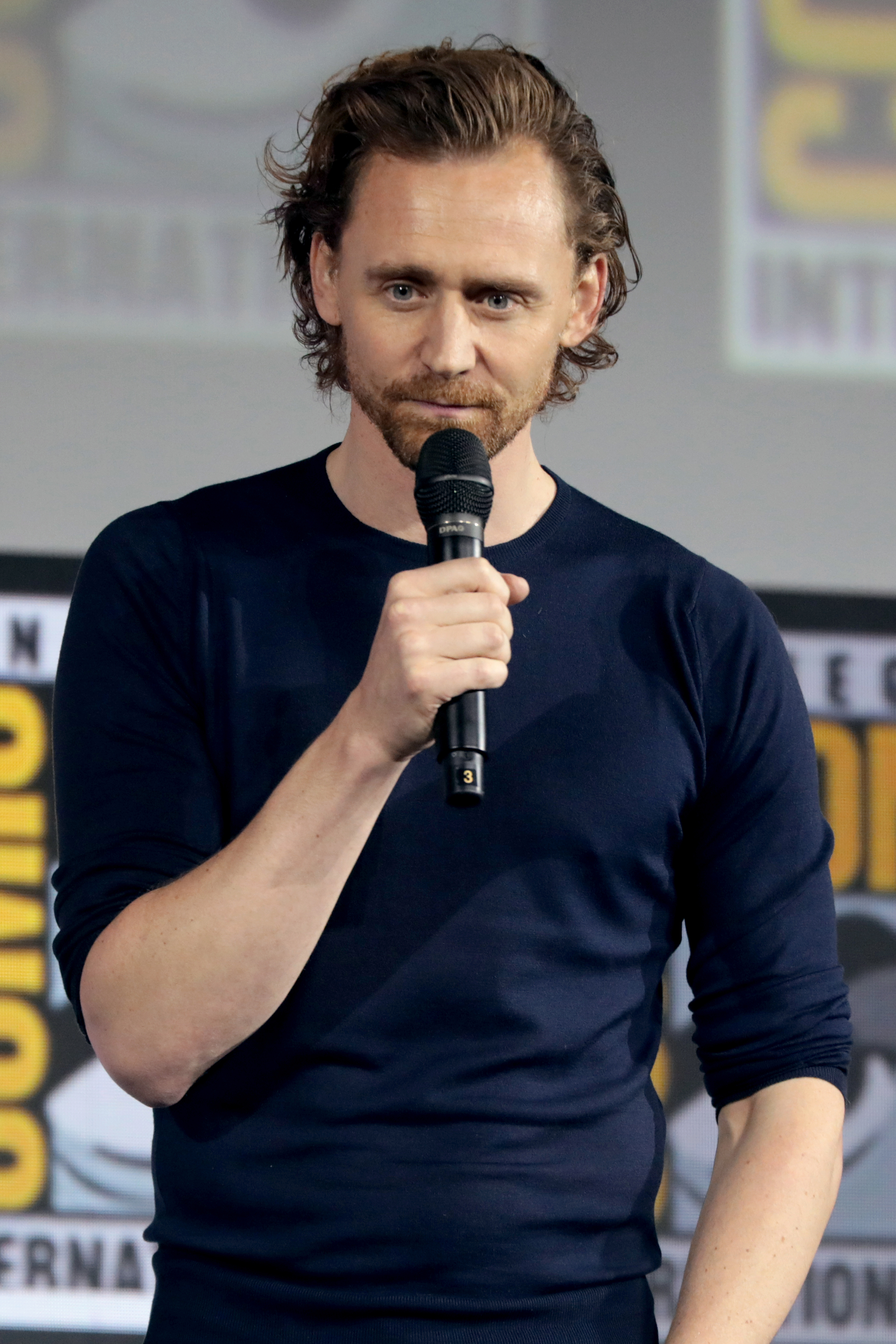
Tom Hiddleston auf der San Diego Comic-Con 2019

Im September 2018 wurde erstmals berichtet, dass Disney auf seinem hauseigenen Streamingdienst Disney+ auch eine Serie über die aus dem Marvel Cinematic Universe bekannte Figur Loki eingeplant habe, die, dem Filmuniversum treu bleibend, von Tom Hiddleston verkörpert werden solle. Dabei soll sich das Budget der Serie, die zwischen sechs und acht Episoden umfassen werde, „im Bereich großer Studio-Produktionen“ befinden. Hiddleston bestätigte später, dass er schon vor der Veröffentlichung von Avengers: Infinity War im April 2018 von den Serien-Plänen gewusst habe. Im November 2018 bestätigte Bob Iger endgültig, dass eine Loki-Serie kommen werde. Drei Monate später wurde Michael Waldron als Showrunner verpflichtet, der für das Konzept der Serie sowie das Drehbuch des Pilotfilms verantwortlich ist. Auf einer Veranstaltung seitens Disney im April 2019 wurde schließlich offiziell bestätigt, dass die Serie den schlichten Namen Loki tragen und im zweiten Jahr des Anbieters starten werde.
Über den Inhalt der Serie war anfangs nur wenig bekannt, weshalb spekuliert wurde, dass aufgrund des Todes von Loki in Avengers: Infinity War die Serie eine Prequel-Serie sei, in der der von Hiddleston verkörperte Loki ähnlich wie Jim Parsons in Young Sheldon via Voiceover über seine Kindheit berichten könnte. Auf der San Diego Comic-Con 2019 wurde schließlich enthüllt, dass die Serie im Frühjahr 2021 erscheinen und sich inhaltlich um Lokis Leben nach Avengers: Endgame drehen wird, in dem er eine parallele Zeitlinie und somit seine eigene Realität erschuf. Dabei soll er mithilfe des Raumsteines verschiedene historische Ereignisse besuchen, diese abändern und durch das dadurch entstandene Multiversum reisen, was schließlich im Film Thor: Love and Thunder münden würde. Gleichzeitig soll auch Doctor Strange in the Multiverse of Madness durch die Serie beeinflusst werden.
Durch ein von Marvel veröffentlichtes Konzeptbild wurde bekannt, dass die Serie zumindest teilweise in den 1970ern spielen wird. Hiddleston äußerte sich über Loki, man werde einen „völlig neuen Abstecher“ innerhalb des Marvel Cinematic Universe (MCU) machen. Wie er in einem Interview weiter ausführte, werde in der Serie, die insgesamt sechs einstündige Folgen umfassen soll, wieder der typische Marvel-Humor zu sehen sein. Zudem sei Loki zu Beginn der Handlung immer noch auf der bösen Seite, müsse sich allerdings ganz neuen Herausforderungen stellen und könne sich folglich in eine ganz andere Richtung entwickeln, als es das Publikum bisher mitverfolgen konnte.
Produzent Kevin Feige gab später an, dass die Serie dem Crime-Thriller-Genre zuzuordnen sei. Als Regisseurin aller Folgen wurde im August 2019 Kate Herron vorgestellt. Im November desselben Jahres wurde Sophia Di Martino für eine Hauptrolle verpflichtet. Drei Monate später wurde die Beteiligung von Owen Wilson und Gugu Mbatha-Raw an der Serie bekannt. Im März 2020 folgte die Besetzung von Richard E. Grant und der Nachwuchsschauspielerin Cailey Fleming.
Nachdem die Vorproduktion im Dezember 2019 startete, begannen die Dreharbeiten Ende Januar 2020 unter dem Arbeitstitel River Cruise. Als Kamerafrau fungiert dabei Autumn Durald. Am 11. Februar 2020 erfolgten Aufnahmen auf dem Friedhof Westview Cemetery in Atlanta. Im Anschluss drehte man in Loganville, dort unter anderem nahe einem Steinbruch, und in Lawrenceville. Zwischen dem 20. und 24. Februar benutzte man das Gelände des Georgia Renaissance Festivals als Kulisse. Vom 26. bis zum 29. Februar erfolgten die Dreharbeiten schließlich in einer Einkaufshalle im DeKalb County. Mitte März 2020 wurden die Dreharbeiten aufgrund der COVID-19-Pandemie unterbrochen. Erst im September 2020 wurden die Filmaufnahmen in Atlanta fortgesetzt und sollten bis Mitte Dezember 2020 andauern.
Ein erster Teaser, der allerdings überwiegend Szenen von The Falcon and the Winter Soldier und WandaVision enthielt, wurde am 2. Februar 2020 im Rahmen des Super Bowl LIV veröffentlicht. Weitere Trailer folgten am 10. Dezember 2020 und am 5. April 2021. Die Erstveröffentlichung der ersten Staffel erfolgte wöchentlich ab dem 9. Juni 2021 auf Disney+. Mit dem Staffelfinale wurde eine zweite Staffel bestätigt, die ebenfalls aus sechs Folgen bestehen wird. Eric Martin ist dabei als Drehbuchautor tätig, während Justin Benson und Aaron Moorhead als Regisseure fungieren sollen. Im Mai 2022 äußerte sich Produzent Kevin Feige, die Produktion der zweiten Staffel werde in wenigen Wochen beginnen und die gesamte Besetzung zurückkehren. Ein Trailer wurde am 31. Juli 2023 veröffentlicht und kündigte den Ausstrahlungsbeginn der zweiten Staffel für den 5. Oktober 2023 an.